# Paola Kaufmann
Paola Yannielli Kaufmann (General Roca, 8 de marzo de 1969-Buenos Aires, 24 de septiembre de 2006) fue una escritora y científica argentina. Después de que participó del taller de Abelardo Castillo, publicó el libro de cuentos El campo de golf del diablo (2003), y las novelas La hermana (2003) y El lago (2005), que recibieron los premios Fondo Nacional de las Artes, Casa de las Américas y Planeta. Además, se desempeñó como investigadora científica para la Universidad Nacional de Quilmes y el Conicet. En 2006, falleció a los 37 años debido a una enfermedad terminal.

## Biografía

### Primeros años y formación
Paola Kaufmann nació el 8 de marzo del año 1969 en la ciudad de General Roca, Argentina. En 1974, su madre falleció en un accidente. En 1979, se trasladó a Brinkmann, un pueblo de la provincia de Córdoba, donde concluyó su educación primaria y secundaria.
En 1986, se mudó a la ciudad de Buenos Aires, capital de la Argentina, donde se licenció en Biología por la Universidad de Buenos Aires. En 1993, se doctoró en Neurociencia. En 1995, se inscribió al taller literario del escritor argentino Abelardo Castillo, al que asistió hasta el año 2000. En 1998, recibió una mención del Fondo Nacional de las Artes por su libro de cuentos La noche descalza.

### Trayectoria literaria y científica
Entre los años 1999 y 2003, Kaufmann residió en el Smith College de Northampton, donde se doctoró en Física y escribió su primera novela, La hermana. El libro, acerca de la vida de Lavinia Dickinson, la hermana de la poeta estadounidense Emily Dickinson, fue publicado en 2003 y obtuvo el Premio Casa de las Américas.
En 2002, recibió el Primer Premio del Fondo Nacional de las Artes por su segundo libro de cuentos, El campo de golf del diablo, que publicó en 2003. Ese mismo año, regresó a la Argentina, donde comenzó a desempeñarse como investigadora científica para la Universidad Nacional de Quilmes y el Conicet.
En 2005, recibió el Premio Planeta por su segunda novela, El lago. El libro, una alegoría de la última dictadura militar argentina, fue publicado ese mismo año. Alejandro Alonso lo llamó «una novela excepcional» acerca de «uno de los grandes temas de nuestro tiempo».

### Fallecimiento y reconocimientos
Kaufmann falleció en la ciudad de Buenos Aires el 24 de septiembre de 2006, debido a una enfermedad terminal. Al respecto, el científico y biólogo Diego Golombek expresó que su muerte significó la pérdida de «una excelente científica y escritora». Por su parte, Abelardo Castillo dijo que ella «parecía destinada a ser una de las grandes escritoras argentinas».
En 2007, el Concejo Deliberante de General Roca renombró una plaza del barrio de la escritora con su nombre. En 2012, la familia de Kaufmann publicó El salto, un libro de cuentos inéditos. La periodista Sofía Di Scala destacó la escritura del texto, y dijo que sus personajes «llegaron a nuestra mejor literarura para quedarse». Ese mismo año, la escritora Silvia Renée Arias publicó Paola Kaufmann. Una vida iluminada, un libro de homenaje. En 2021, se representó una adaptación teatral de su cuento «Kanashibari».

## Vida personal
Para sus investigaciones científicas, la escritora utilizó su apellido paterno, «Yannielli», y, para sus publicaciones literarias, el materno, «Kaufmann».
Respecto a la relación entre la literatura y la ciencia, expresó: «Siento que escribo y produzco mejor en momentos en que tengo una rutina científica más exigente. Todo parece encajar cuando me someto a rutinas firmes, como pasar largas horas en el laboratorio desde la mañana, y luego, al volver a casa al atardecer, me pongo a escribir».

## Obra

### Novela
- La hermana (2003, Sudamericana)
- El lago (2005, Planeta)

### Cuento
- La noche descalza (1998, inédito)
- El campo de golf del diablo (2003, Punto de Lectura)
- Humor vítreo (2006, Mini Letras)
- El salto (2012, Planeta)

## Premios y menciones
- 1998: mención del Fondo Nacional de las Artes por La noche descalza.[24]
- 2002: Premio del Fondo Nacional de las Artes por El campo de golf del diablo.[17]
- 2003: Premio Casa de las Américas por La hermana.[29]
- 2005: Premio Planeta por El lago.[17]